# Melothrianthus
Melothrianthus es un género con una especie, Melothrianthus smilacifolius (Cogn.) Mart.Crov.,  de plantas con flores perteneciente a la familia Cucurbitaceae. 